# Karabula
La Karabula (in russo Карабула́?) è un fiume della Russia siberiana orientale, affluente di sinistra dell'Angara. Scorre nel Tajšetskij rajon dell'oblast' di Irkutsk e nel Bogučanskij rajon del Territorio di Krasnojarsk.
Il fiume ha origine ad un'altitudine di oltre 262 metri sul livello del mare e scorre sull'altopiano dell'Angara in direzione nord-occidentale; nell'alto corso scorre lungo il confine tra il distretto Tajšetskij dell'oblast' di Irkutsk e il Bogučanskij (Krasnojarsk), sfocia nell'Angara a 288 km dalla foce. Il fiume ha una lunghezza di 212 km e il suo bacino è di 5 060 km². La larghezza del fiume nel corso medio e inferiore è di 20-35 metri, la profondità è di 1-1,8 m. La sua portata, a 73 km dalla foce è di 11,07 m³/s.
Lungo il suo corso tocca i villaggi di Karabula e Taëžnyj.